# Huda Sha'arawi
Huda Sha'arawi (Arabisch: هدى شعراوي, Egyptisch-Arabisch: هدى الشعراوي,) (Minya, 23 juni 1879 – Caïro, 12 december 1947) was een Egyptisch feministe en nationaliste. Ze groeide op in de afgezonderde wereld van de harem, en wist zich als een der eerste Egyptische vrouwen te ontworstelen aan het patriarchale haremsysteem waarin vrouwen niet in de openbaarheid mochten treden.
Sha'arawi was vijf toen haar vader overleed. Ze werd opgevoed in de harem waarin haar moeder en de eerste vrouw van haar vader woonden. Op 13-jarige leeftijd werd ze overgehaald te trouwen met haar neef, die tevens haar voogd was. Na een jaar weigerde ze haar man nog te ontmoeten omdat hij zich niet hield aan zijn belofte een monogaam leven te leiden. In de jaren dat ze gescheiden leefde, maakte ze kennis met de feministische ontwikkelingen in Egypte.
Na zeven jaar verzoende Sha'arawi zich met haar man en via hem raakte ze betrokken bij de strijd tegen de Britse overheersing. Ze was voorzitter van het Centrale Comité van de Wafdistische Vrouwen dat samenwerkte met de Wafd-verzetsbeweging. Bovendien richtte ze meerdere organisaties op die bijdroegen aan de verbetering van de positie van de Egyptische vrouw. De belangrijkste was de Egyptische Feministische Unie, waarvan ze vanaf de oprichting in 1923 tot aan haar dood voorzitter was. Sha'arawi was daarnaast jarenlang een van de vicevoorzitters van de International Alliance of Women.
Vanaf 1936 breidde Sha'arawi haar activiteiten uit naar andere landen in het Midden-Oosten. Ze werd een vurig verdedigster van de rechten van de Palestijnen en was medeoprichter van de Arabische Feministische Unie. Ook van deze organisatie, die in 1945 operationeel werd, was zij tot aan haar overlijden voorzitter. In de laatste jaren van haar leven dicteerde Sha'arawi haar memoires aan haar secretaresse. In 1986 werd daarvan een bewerkte en geannoteerde Engelse versie uitgegeven, die een jaar later in een Nederlandse vertaling verscheen onder de titel Haremjaren.
Door haar rol in de Egyptische bevrijdingsbeweging heeft Sha'arawi een belangrijke bijdrage geleverd aan de moderne Egyptische natiestaat. Hoewel ze er niet in slaagde om tijdens haar leven vrouwenkiesrecht te realiseren, de ruime echtscheidingsmogelijkheden voor mannen in te perken en polygamie te verbieden, worden Sha'arawi's verdiensten voor de emancipatie van Egyptische vrouwen algemeen erkend.

## Jonge jaren

### Familie
Huda Sha'arawi, meisjesnaam Noer Al-Huda Sultan, werd geboren in de Opper-Egyptische stad Minya als dochter van Muhammad Sultan (1825–1884) en zijn concubine Iqbal Hanim (ca. 1860–1914). Sha'awari's vader was een landeigenaar die hoge posities bekleedde in het provincie- en landsbestuur. Zijn officiële titel was Sultan Pasja; vanwege zijn rang en rijkdom werd hij soms Koning van Opper-Egypte genoemd. Hij had weinig opleiding genoten en sprak alleen Arabisch, maar las veel poëzie, had een grote bibliotheek en telde onder zijn vrienden dichters, sjeiks, provinciebestuurders, staatslieden en andere hooggeplaatsten. Hij ontving uiteenlopende figuren als de beruchte Soedanese slavenhandelaar en legerleider Zubayr Pasja en de koptische patriarch Cyrillus IV. Sultan Pasja bezat twee woningen, een in Minya waar Sha'arawi geboren werd en een in Caïro waar ze opgroeide.
Sha'arawi's moeder was een Tsjerkessische. De heersende Egyptische klasse had – vanwege hun 'legendarische schoonheid' – een voorkeur voor Tsjerkessische meisjes als echtgenote of concubine. Zij hadden een eigen status en gaven prestige aan de familie. Sha'arawi's moeder was in de jaren zestig van de 19e eeuw als klein meisje met haar moeder uit de Kaukasus gevlucht en in Caïro opgegroeid. Zij was door Sultan Pasja verworven toen hij vanwege zijn functie naar Caïro verhuisd was, en werd zijn laatste gezellin. Hoewel het gebruikelijk was dat een man met zijn concubine trouwde als er kinderen kwamen, heeft Sultan Pasja zijn bijvrouw Iqbal Hanim niet gehuwd. Toen Sha'arawi twee jaar oud was kreeg zij een broertje, Omar Sultan (1881–1917). Zij groeide samen met hem op in het harem-systeem.

### Overlijden vader

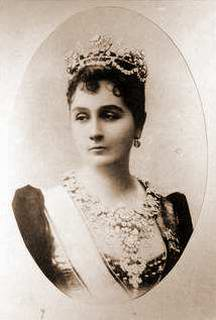
Prinses Amina al-Hamy

In 1884 overleed Sultan Pasja, twee jaar na de Britse bezetting van Egypte. Als voogd had hij Ali Sha'arawi benoemd, een zoon van zijn zuster. Sha'arawi, die toen vijf was, bleef met haar moeder, haar broertje en Hasiba, de eerste vrouw van haar vader, wonen in de harem. Hasiba, door Sha'arawi 'Oemm Kabiri' (grote moeder) genoemd, werd voor haar een sleutelfiguur. Zij kon bij haar terecht als ze problemen had en durfde haar moeilijke vragen te stellen die eigenlijk niet gepast waren voor een meisje. Sha'arawi werd door haar moeder vaak meegenomen bij een bezoek aan prinses Amina al-Hamy, de vrouw van de Egyptische onderkoning Muhammad Tawfiq. Zij en haar broertje speelden dan met de jonge prinsjes en prinsesjes met wie ze haar leven lang bevriend bleef.

### Opvoeding
Samen met haar broertje kreeg ze les van huisleraren. Ze werd onderwezen in verschillende talen, zowel in het spreken als in het lezen en schrijven ervan. Sha'arawi's voorliefde ging uit naar het Arabisch, de taal van haar vader en de landstaal. Naast Arabisch kreeg ze les in Turks, de taal van haar moeder en van het Egyptische hof, Frans, de voertaal in de hogere kringen, en Perzisch. Sha'arawi werd ook onderwezen in kalligrafie, poëzie, geschiedenis en letterkunde. Verder leerde ze pianospelen en schilderen. Een sjeik leerde de Koranverzen niet alleen aan haar broertje maar ook aan haar, wat uitzonderlijk was. Door de gezamenlijke opvoeding kreeg Sha’arawi oog voor de verschillen in de opvoeding van meisjes en jongens, met name voor de extra aandacht die jongens kregen en hoe ze voorgetrokken werden. Het leidde bij haar tot teleurstelling en twijfel aan haar eigen identiteit.
Zoals alle meisjes uit haar kringen werd Sha'arawi rond haar tiende jaar – volgens de regelgeving in Egypte het begin van de puberteit – verplicht bij het uitgaan een lange mantel en een sluier te dragen. Vanaf die tijd was het haar bovendien verboden om om te gaan met de zoons van huisvrienden, met wie ze tot dan toe vaker had gespeeld dan met meisjes.

## Huwelijk

### Eerste periode
Toen Sha'arawi twaalf was werd haar moeder Iqbal Hanim erover geïnformeerd dat iemand uit de hofkringen het plan opgevat zou hebben de hand van haar dochter te vragen, een verzoek dat niet afgewezen zou kunnen worden. Hanim overlegde met Ali Sha'arawi, de voogd van haar kinderen en de beheerder van de nalatenschap van Sultan Pasja. Ze besloten dat Huda zou trouwen met haar voogd, om ervoor te zorgen dat haar erfenis in de familie zou blijven. Ali Sha'awari was 38 jaar oud en had een gezin in Opper-Egypte. Op dringend verzoek van Hanim scheidde hij van zijn vrouw en verplichtte hij zich contractueel om met Sha'arawi een monogame verbintenis aan te gaan. Als hij zijn belofte brak zou het huwelijk automatisch beëindigd worden. Na de huwelijkssluiting in 1892 bleef Sha'awari bij haar moeder in het ouderlijk huis wonen, wat zeer ongebruikelijk was. Toen na ruim een jaar bleek dat haar echtgenoot bij zijn eerste vrouw terug was en dat zij een kind verwachtte, verliet Sha'arawi haar man en leefde zeven jaar gescheiden van hem.

### Onderbreking
Sha’arawi bleef in de harem van haar moeder wonen. Haar man was het niet met de scheiding eens en oefende via haar familie en kennissen druk op Sha'arawi uit om bij hem terug te keren. Ondertussen betaalde hij haar een maandelijkse toelage van vijftig pond. Ze nam zelf haar educatie ter hand en nam lessen Frans, Arabisch, schilderen, tekenen en piano.
In de jaren 1890, in de tijd dat Sha'awari weigerde haar echtgenoot te zien, voltrok zich in Egypte een aantal maatschappelijke veranderingen. Enkele vrouwen uit de bourgeoisie schreven boeken, poëzie en artikelen, waarin ze aandacht vroegen voor rechten en verantwoordelijkheden van vrouwen. Het merendeel was van Syrisch-christelijke afkomst, met een enkele islamitische of joodse schrijfster. Ook twee mannelijke advocaten, de kopt Murqus Fahmi en de moslim Qasim Amin, schreven boeken waarin ze pleitten voor meer vrouwenrechten. Als reactie op die publicaties verschenen boeken van tientallen behoudende Egyptenaren die de nieuwlichterij bestreden. Als gevolg kregen vrouwen weliswaar ruimere mogelijkheden voor studie, recreatie en reizen, maar moesten ze omzichtig te werk gaan als ze de nieuwe mogelijkheden wilden benutten.

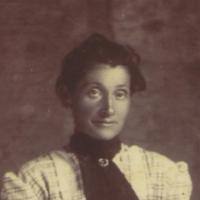
Eugénie le Brun ca. 1900

In die periode werd Sha'awari's broer haar bondgenoot en droeg hij bij aan de verruiming van haar bewegingsvrijheid. Zo organiseerde hij een boottocht op de Nijl voor Sha'arawi en een aantal van haar vrouwelijke kennissen, onder wie de veel oudere Eugénie le Brun. Die boottocht was het begin van een nauwe relatie waarin Le Brun een soort mentrix werd, die Sha'awari voorbereidde op een leven als een moderne vrouw.

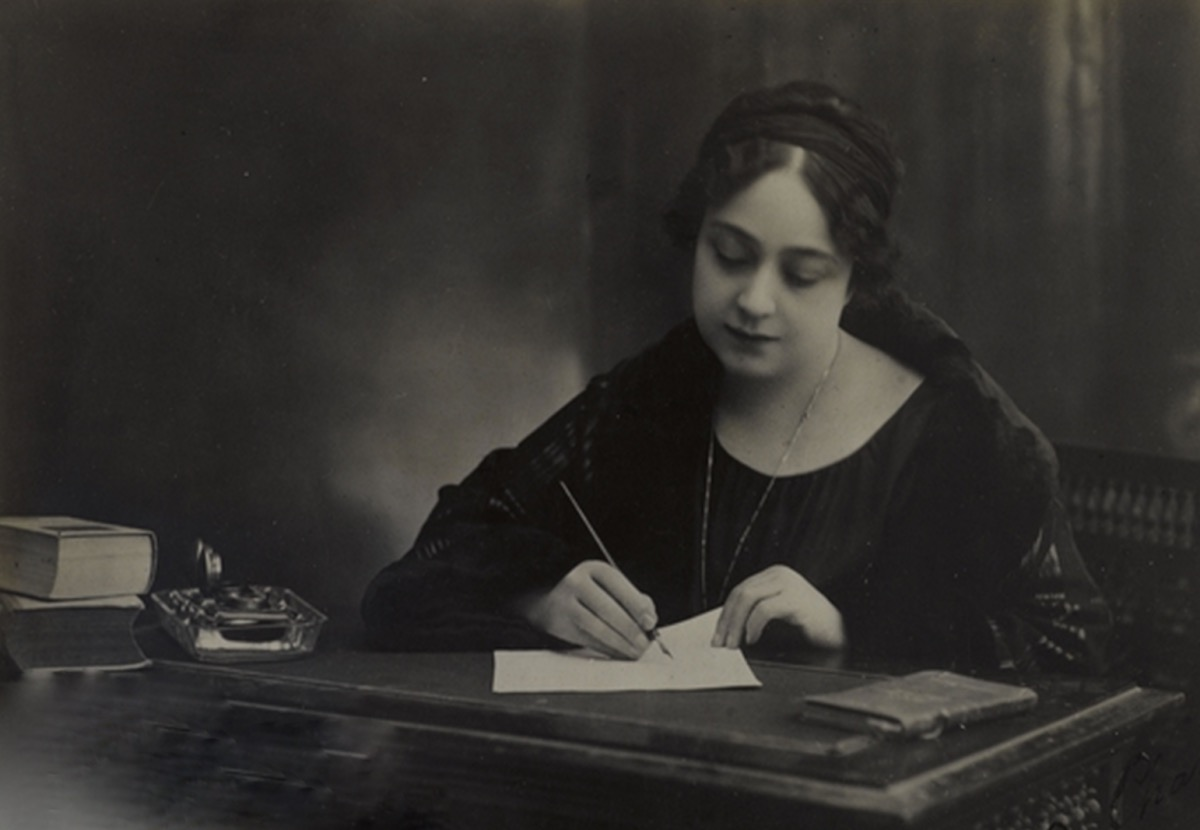
Huda Sha'arawi ca. 1900

Om gezondheidsredenen ging ze in diezelfde tijd, in gezelschap van haar moeder, op vakantie naar Alexandrië. Daar zag zij hoe andere en vooral buitenlandse vrouwen leefden. Dat inspireerde haar om ook op een zelfstandige manier een grotere bewegingsvrijheid te realiseren. Ze maakte steeds vaker kennis met vrouwen die betrokken waren bij feministische ontwikkelingen in Egypte. Daartoe behoorden ook Europese vrouwen, met name Françaises, die werkzaam waren als huisonderwijzeres in de harems van de Egyptische hogere kringen. Eugénie le Brun begon in die tijd de eerste literaire salon in Egypte, waar gediscussieerd werd over het dragen van een sluier, en afzondering van vrouwen. Sha'arawi was de jongste deelneemster.

### Tweede periode
Rond de eeuwwisseling stemde Sha'awari erin toe haar echtgenoot weer te ontmoeten, maar ze bleef wonen in haar ouderlijk huis. In 1903 werd haar dochter Bathna geboren en in 1905 haar zoon Mohammed. In verband met ernstige gezondheidsklachten van haar beide kinderen trok zij zich enkele jaren terug uit het openbare leven. Zij en haar man reisden met de kinderen naar Europa om ziekenhuizen te bezoeken en artsen te raadplegen. Na herstel van haar kinderen mengde Sha'arawi zich opnieuw in het openbare leven. Haar mentrix Eugénie le Brun was inmiddels in 1908 overleden.

## Emancipatie

### Openbare lezingen
Een jaar na het overlijden van Eugénie le Brun arriveerde Marguerite Clément in Egypte. Met subsidie van de Carnegie Stichting maakte zij een rondreis door landen in het Midden-Oosten. Nadat ze kenbaar had gemaakt dat ze Egyptische vrouwen wilde ontmoeten, werd ze door een Egyptische vriend voorgesteld aan Sha'arawi. Clément informeerde naar de mogelijkheden om lezingen te houden voor Egyptische vrouwen. Sha'awari was geïnteresseerd en stelde haar twee onderwerpen voor: de verschillen tussen het leven van oriëntaalse en westerse vrouwen, en maatschappelijke gebruiken als het sluieren. Omdat Sha'awari nog erg jong was, vroeg Clément haar of ze een oudere vrouw kende onder wier patronaat zij de lezing zou kunnen houden. Prinses Ain al-Hayat, met wie Sha'arawi op vriendschappelijke voet stond, wilde het patronaat desgevraagd op zich nemen. Op verzoek van Sha'arawi stelde de Universiteit van Caïro een collegezaal beschikbaar. Op vrijdag, dan waren er geen colleges en geen studenten.

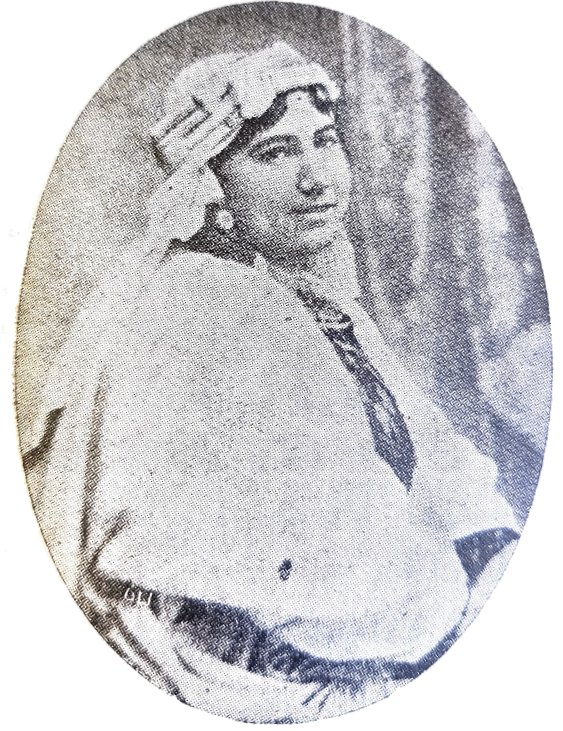
Malak Hifni Nasif, begin 20e eeuw

Het was de eerste openbare lezing voor vrouwen die ooit in Egypte was gehouden. De belangstelling was zo groot dat de vrouwen besloten een serie lezingen te organiseren. De beschermheer van de universiteit, prins Ahmed Foead, liet daartoe op vrijdagen een collegezaal reserveren. Bovendien stelde de liberale krant 'al-Jerida' zijn kantoren na werktijd ter beschikking. Weldra begonnen ook Egyptische vrouwen lezingen te geven, onder wie de schrijfster Malak Hifni Nasif. Onder de naam Bahitha al-Badiyya (Zoekende in de woestijn) schreef ze gedichten en daarnaast publiceerde ze over de positie van vrouwen. Ze was de eerste vrouw die, op het Eerste Egyptische Congres in Heliopolis in 1911, eisen voor vrouwenrechten formuleerde.
Zo kwamen Sha'arawi en haar standgenoten geleidelijk in contact met vrouwen uit de bourgeoisie. Vrouwen uit de hogere kringen hadden les gekregen in de harem, binnen de beschermde omgeving van de familie, terwijl vrouwen uit de bourgeoisie vaak opgeleid waren aan een meisjesschool. De vrouwen behoorden tot twee streng gescheiden lagen van de bevolking en werden tijdens de lezingen en de daarop volgende discussies voor het eerst geconfronteerd met elkaars leefwijze.

### Gezondheidszorg
Aan het begin van de 20e eeuw veranderde de houding van de Egyptische koninklijke familie ten opzichte van maatschappelijke problemen. De familie was van Ottomaanse origine en hield zich afzijdig van de Egyptenaren. Door middel van bezoeken en recepties werd er contact onderhouden met de Egyptische bovenlaag waartoe Sha'arawi behoorde, maar daarbij werd afstand bewaard. In de traditie van noblesse oblige deden de prinsessen goede werken, echter zonder zich te bemoeien met de maatschappelijke noden. Prinses Ain al-Hayat bracht daar verandering in. In 1909 nodigde zij Sha'arawi uit deel te nemen aan de oprichting van het eerste liefdadige genootschap in Egypte dat niet door buitenlandse instanties werd geleid.
Met financiële steun van de prinsessen en een aantal Egyptische vrouwen werd een consultatiebureau gesticht voor arme kinderen en vrouwen. Op voorstel van Sha'arawi werd in de plannen opgenomen dat aan het consultatiebureau een school zou worden verbonden waar les kon worden gegeven in kinderverzorging, gezinshygiëne en huishoudkunde. Het consultatiebureau kreeg de naam 'Mabarat' (filantropisch genootschap) Mohammed Ali, naar de stadswijk waarin het bureau gelegen was. Toen de werkzaamheden van de Mabarat zich uitbreidden werd Sha'arawi benoemd tot hoofd van het uitvoerend comité. Met dit bureau verwierven de initiatiefneemsters voor het eerst een eigen ontmoetingsplaats buiten de harem. Bovendien deden ze bestuurservaring op waardoor ze ook andere campagnes konden organiseren.

### Intellectuele Vereniging van Egyptische vrouwen
In al deze ontwikkelingen zag Sha'arawi het ontwaken van een upper-class-feminisme en dit vroeg om een organisatie die vrouwen bij elkaar zou kunnen brengen om zich verder te ontwikkelen op intellectueel, maatschappelijk en recreatief gebied. Alweer met medewerking van verschillende prinsessen richtte zij in 1914 de 'Intellectuele Vereniging van Egyptische vrouwen' op. Sha'arawi organiseerde bij haar thuis en in de universiteit lezingen voor Egyptische en Europese vrouwen die lid waren. Marguerite Clément, met wie Sha'arawi correspondeerde, kwam uit Frankrijk over om een aantal lezingen te geven. De bedoeling was dat de vereniging zou beschikken over een eigen lokaliteit, maar door het uitbreken van de Eerste Wereldoorlog werd dat plan op de lange baan geschoven.

## Privéproblemen
In die periode werd Sha'arawi geconfronteerd met een ernstige ziekte van haar zoon Mohammed. De Egyptische artsen konden de oorzaak niet vinden en adviseerden Sha'arawi met hem naar specialisten in Europa te gaan. Sha'awari ondernam deze reis samen met haar man en haar broer met diens echtgenote en hun kinderen. Specialisten in Parijs raadden voor Mohammed een kuur in de bergen aan. Haar man liet zich ook onderzoeken en werd verwezen naar de minerale bronnen van Vittel. Besloten werd de reis naar de bergen uit te stellen tot na de behandeling in Vittel. Tijdens de kuur van haar man bleef Sha'arawi alleen in Parijs achter. Door toedoen van Marguerite Clément maakte ze kennis met de Franse vrouwenbeweging, die ijverde voor vrede en stemrecht.
Eind juli vertrok het gezelschap naar Zwitserland, maar Sha'awari's man besloot na de uitbraak van de oorlog de reis af te breken. Met de grootste moeite slaagde het gezelschap erin Egypte te bereiken. Toen ze op 19 augustus in Alexandrië arriveerden werd Sha'arawi telegrafisch op de hoogte gesteld van het overlijden van haar moeder. In de daaropvolgende tijd onderhield ze nauw contact met haar broer met wie ze vaak van gedachten wisselde over de politieke onrust die in Egypte ontstond als gevolg van de oorlog. In 1917 kwam ook hij plotseling te overlijden. Een jaar later stierf ook Sha'arawi's vriendin, schrijfster Malak Hifni Nasif. Bij de herdenking van haar dood beklom Sha'arawi op 39-jarige leeftijd voor het eerst in het openbaar het podium, en sprak in het Arabisch over de verdiensten van de schrijfster.
Rond die tijd verslechterde de relatie van Sha'arawi met haar man. Die stelde voor om de hand van de dochter van Sha'arawi´s overleden broer te vragen voor zijn zoon Hasan. Naila, het meisje, was veertien en Hasan, geboren uit een eerdere relatie van zijn vader, was twintig. Hij studeerde nog aan een Engelse universiteit en had naar de mening van Sha'arawi onvoldoende capaciteiten. Bezorgd om de toekomst van haar nicht verzette zij zich tegen het plan, tot woede van haar man. Hasan probeerde de spanning tussen zijn vader en Sha'arawi te vergroten en zijn stiefmoeder te intimideren. Sha'arawi vatte het plan op haar echtgenoot te verlaten.

## Strijd voor een onafhankelijk Egypte

### Onvrede met de Britse overheersing

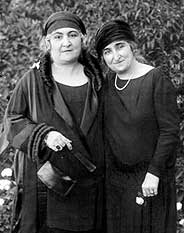
Huda Sha'arawi (links) met Safia Zaghloel, de echtgenote van de oprichter van de Wafd-partij Saad Zaghloel

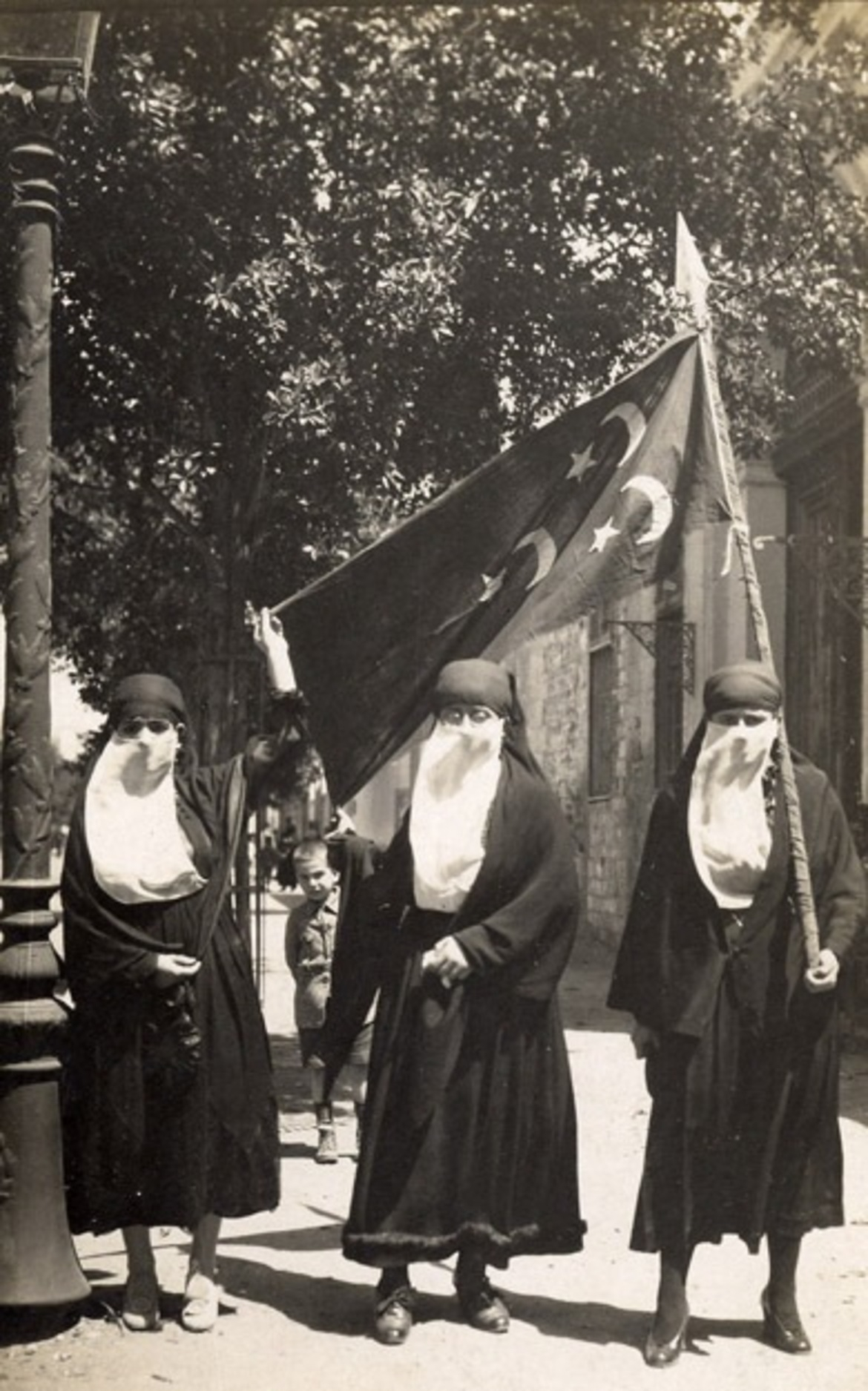
Vrouwelijke nationalisten demonstreren in Caïro, 16 maart 1919

Sha'arawi raakte via haar echtgenoot Ali Sha‘arawi betrokken bij het verzet tegen de Britse overheersing van Egypte. Hij had op 13 november 1918 samen met Saad Zaghloel en Abd al Aziz Fahmi bij de Britse Hoge Commissaris Reginald Wingate een verzoek ingediend om een delegatie (wafd in het Arabisch) naar Londen te mogen sturen. Doel van die missie was de Egyptische aanspraken op onafhankelijkheid voor te leggen aan de Britse regering.
Toen dit verzoek werd afgewezen, richtten de nationalisten de Wafd-partij op. Zaghloel werd partijvoorzitter en Ali Sha'arawi penningmeester. De Wafd won snel aan populariteit onder de Egyptische bevolking, waarop de Britten op 8 maart 1919 enkele leiders van de Wafd gevangen namen om ze naar Malta te verbannen. Een dag later, op 9 maart, braken demonstraties en stakingen uit die zich verspreidden over het hele land en leidden tot de Egyptische Revolutie van 1919.
Ali Sha'arawi hoorde niet bij de arrestanten en kreeg de leiding van de partij. Hij hield er rekening mee dat ook hij gearresteerd en verbannen zou worden. Hij informeerde zijn vrouw dagelijks over alle ontwikkelingen, opdat zij, mocht hij gevangen genomen worden, het vacuüm zou kunnen opvullen. De opkomende nationale beweging leidde de aandacht van Sha'arawi af van haar privéleven en bracht haar en haar man dichter bij elkaar.
Tegelijkertijd vormde de politieke situatie voor haar de aanleiding om te breken met de haremconventies die haar en andere vrouwen nog steeds dwongen om onzichtbaar op de achtergrond te blijven. Zij was niet de enige: Sha'arawi organiseerde met Safia Zaghloel, de echtgenote van Saad Zaghloel, een demonstratie tegen de Britse overheersing, speciaal voor vrouwen uit de hogere klasse. Ze stuurde een delegatie naar de Britse autoriteiten om officiële toestemming te vragen. Die werd geweigerd, maar later schreef de krant 'al-Muqattam' dat wel toestemming zou zijn verleend. Aanleiding voor Sha'arawi de demonstratie door te laten gaan.

### Vrouwendemonstratie
Op 16 maart 1919 verlieten honderden vrouwen uit de hogere stand hun harems om, gehuld in sluiers, deel te nemen aan de demonstratie. Ze verzamelden zich in het stadspark, lieten hun auto's met chauffeur daar achter om met vlaggen en spandoeken onder het roepen van leuzen door de stad te trekken. Toen de stoet het huis van Saad Zaghloel naderde, werden de vrouwen omsingeld door bewapende Britse soldaten. Sha'arawi daagde de soldaten uit met de woorden: ‘Laat mij maar sterven, zodat Egypte een Edith Cavell heeft’. Ze maakte aanstalten om het Britse cordon te doorbreken en riep de demonstrerende vrouwen op haar te volgen. Om een dreigend bloedbad te voorkomen pakten enkele vrouwen haar vast en hielden haar tegen.
De omsingeling duurde uren en de vrouwen stonden al die tijd zonder beschutting in de brandende zon. Aan de gespannen situatie werd een eind gemaakt door Sir Thomas Russell, de Britse commandant van politie in Caïro. Hij liet de auto's van de demonstranten ophalen, verweet de vrouwen dat ze een demonstratie hielden in strijd met de orders en maande hen om ordelijk te vertrekken. Sha'arawi en enkele andere vrouwen reden meteen langs een aantal buitenlandse legaties om de gebeurtenissen te melden en ook daar te protesteren tegen de Britse overheersing.

### Centraal Comité van Wafdistische Vrouwen
In december 1919, toen de Britten ook tegen vrouwen steeds gewelddadiger optraden, kwamen vrouwen uit alle klassen en van alle gezindten bijeen in de koptische kathedraal van Sint-Marcus. Ze stuurden een brief naar het Britse gezag waarin ze 'in naam van de vrouwen van Egypte' protesteerden tegen de voortgaande Britse bezetting en tegen mishandeling van vrouwen bij demonstraties. In januari 1920 kwamen ze weer bijeen in de kathedraal en richtten ze het Centrale Comité van Wafdistische Vrouwen op, ter ondersteuning van de Wafd. Sha'arawi werd gekozen als voorzitter en samen met de andere bestuursleden zorgde zij voor een ononderbroken contact tussen de verbannen Wafd-leiders en het Egyptische volk, vervulde ze een diplomatieke rol bij de vrijlating van Wafdisten en hield ze het protest gaande. De vrouwen van het Centrale Comité gebruikten hun netwerken voor het organiseren van stakingen en een economische boycot op Britse producten.
De Wafd liet weten de actiebereidheid van de vrouwen te waarderen en noemde de boycot een van de machtigste wapens in de strijd tegen de Britse overheersing. Toch legde de partij eind 1920 een voorstel voor onafhankelijkheidsvoorwaarden voor aan talloze groeperingen en organisaties van mannen, maar niet aan het Centrale Comité van Wafdistische Vrouwen. De vrouwen verschaften zich een exemplaar, constateerden dat de voorwaarden ontoereikend waren en publiceerden hun standpunt in de pers. Sha'arawi schreef bovendien namens de Wafdistische Vrouwen een scherpe brief aan Saad Zaghloel. De Wafd-voorman reageerde met een excuusbrief zonder de vrouwen alsnog uit te nodigen.
In februari 1922 overleed Sha'arawi's echtgenoot. Ze besloot de rouwperiode voor weduwen van vier maanden en tien dagen niet in acht te nemen en actief te blijven als voorzitter van het Centrale Comité van Wafdistische Vrouwen. In de vergadering waarin ze dat bekend maakte sprak ze misprijzend over de Egyptische onafhankelijkheid die kort daarvoor door de Britse regering eenzijdig was afgekondigd. Door de voorwaarden die eraan verbonden waren bleef het land de facto deel van het Britse Rijk. Sha'arawi formuleerde als doel van de Wafdistische Vrouwen: het bereiken van Egyptes volledige onafhankelijkheid. In het vervolg van haar rede riep zij op tot een nieuwe boycot om de vrijlating af te dwingen van de opnieuw verbannen Wafd-leiders en sloot af met: "Lang leve de boycot! Lang leve Saad en zijn metgezellen! Lang leve de eenheid! Lang leve de totale onafhankelijkheid! Lang leve de wilskracht van de Egyptische vrouwen!"

## Strijd voor vrouwenrechten

### Egyptische Feministische Unie
Op 16 maart 1923, vier jaar nadat de vrouwen uit hun harems gekomen waren om gesluierd door de straten te marcheren, richtte Sha'arawi samen met tien andere vrouwen de Egyptische Feministische Unie (EFU) op. De EFU streefde naar vrouwenkiesrecht, hervorming van de wetgeving inzake persoonlijke status, en verbeterde onderwijskansen voor meisjes en vrouwen. Sha'arawi werd tot voorzitter gekozen. De EFU sloot zich aan bij de International Alliance of Women (IAW) en twee maanden later ging Sha'arawi met twee andere afgevaardigden van de Unie, Nabawiyya Moesa en Saiza Nabarawi, naar het negende congres van de IAW, dat gehouden werd in Rome. Moesa ondernam de terugreis als eerste, om de officiële ontvangst van de delegatie voor te bereiden. Bij terugkomst werden Sha'arawi en Nabarawi opgewacht door een menigte vrouwen. Op de treeplank van de trein die hen naar Caïro had gebracht trok Sha'arawi, gevolgd door Nabarawi, opeens de sluier van haar gezicht. Onder de wachtende vrouwen barstte een luid applaus los en sommigen volgden het voorbeeld, terwijl de eunuchen die de vrouwen bewaakten hun misnoegen lieten blijken met deze ongekende inbreuk op de conventies. Het werd een voor de Egyptische vrouwenbeweging iconische gebeurtenis.
Het programma van de Egyptische Feministische Unie omvatte tweeëndertig punten. Zes daarvan waren politiek van aard, negentien hadden betrekking op sociaal-economische onderwerpen en zeven waren gericht op de gelijkgerechtigdheid van man en vrouw. De organisatie streefde onder meer naar vrouwenkiesrecht, hervorming van de wetgeving inzake persoonlijke status en verbeterde onderwijskansen voor meisjes en vrouwen. Binnen een jaar na de oprichting behaalde de Unie haar eerste succes: de wettelijke minimumleeftijd van meisjes voor het huwelijk werd verhoogd van dertien naar zestien jaar.
De Wafd kwam in januari 1924 aan de macht en Zaghloel vormde een regering. Later dat jaar werd in Caïro Sir Lee Stack vermoord, de Britse opperbevelhebber van het Egyptische leger en gouverneur-generaal van de Soedan. De Britten stuurden Egypte een scherp ultimatum met zeven eisen. Het Vrouwen Boycot Comité telegrafeerde Zaghloel dat hij het ultimatum moest afwijzen. De Egyptische regering aanvaardde echter de eerste vier eisen, te weten het aanbieden van verontschuldigingen, onderdrukking van politieke demonstraties, een boete en justitieel onderzoek. Sha'arawi was het daar niet mee eens en richtte zich tot Zaghloel persoonlijk in een open brief in een dagblad: "Aangezien u in uw taak als premier om constructief bij te dragen aan de onafhankelijkheid te kort bent geschoten, verzoek ik u geen obstakel te zijn bij de vrijheidsstrijd van uw land. Ik verzoek u af te treden." Kort daarna legde Sha'arawi het voorzitterschap van het Centrale Comité van Wafdistische Vrouwen neer.

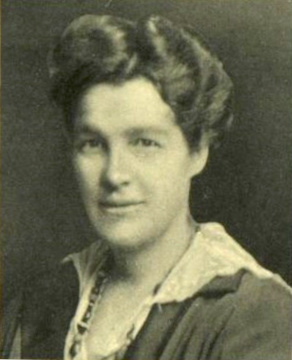
Margery Corbett Ashby, IAW-voorzitter van 1923 tot 1946

Omdat naast Egypte steeds meer oosterse landen lid werden, vatte de IAW het plan op haar twaalfde congres in 1935 in het Midden-Oosten te houden. Sha'arawi drong erop aan dat de EFU het congres in Egypte zou organiseren, maar de IAW koos voor Istanboel. Een aantal bestuursleden maakte voorafgaand aan het congres een reis door het Midden-Oosten. Een van hun reisdoelen was Egypte, waar Sha'arawi een tour voor hen organiseerde. Bij die gelegenheid logeerden enkelen van hen bij haar thuis, onder wie voorzitter Margery Corbett Ashby, en de Nederlandse feministen Rosa Manus en Christine Bakker-van Bosse.
De thema's van het congres in Istanboel waren vrede, gelijkheid en democratie. Sha'arawi woonde het congres bij als voorzitter van de EFU en vicevoorzitter van de IAW. Ze werd gekozen als voorzitter van het congres en in die hoedanigheid werd ze op audiëntie ontvangen door de Turkse president Mustafa Kemal Atatürk. In haar toespraak, die ze hield in het Turks, complimenteerde ze hem namens de IAW met de bevrijding van Turkije en prees ze hem als voorvechter van vrouwenrechten. Ze sloot af met: "De Turken noemen u Atatürk (Vader van de Turken), maar voor ons bent u Atasharq (Vader van het Oosten)". De ontmoeting vergrootte het prestige dat Sha'arawi genoot in de Arabische wereld.

### Strijd tegen prostitutie en capitulaties
Een belangrijk onderwerp tijdens het eerste congres van de IAW waaraan Sha‘arawi deelnam, was de strijd tegen prostitutie. Het congres nam een resolutie aan waarin regeringen werden opgeroepen een eind te maken aan door de overheid gereguleerde prostitutie en de daarmee samenhangende vrouwen- en kinderhandel. Terug in Egypte zocht Sha'arawi een bondgenoot in de hoogste geestelijke autoriteit van het land, de sjeik van de Al-Azhar-moskee. Ze vroeg om steun van het religieuze establishment voor een actie tegen prostitutie op religieuze en morele gronden. De sjeik prees de EFU voor haar strijd voor deugdzaamheid en tegen verdorvenheid, maar hij noch enige andere instantie gaf daadwerkelijke steun aan het antiprostitutieoffensief van de EFU.
Ook politici en bestuurders waren niet genegen mee te werken aan de bestrijding van prostitutie. De reden voor hun terughoudendheid was gelegen in de bestaande zogenaamde capitulaties. Dat waren verdragen waarin Egypte afstand deed van jurisdictie binnen zijn grenzen over de onderdanen van een twaalftal andere landen. Veel souteneurs waren buitenlanders die alleen ter verantwoording konden worden geroepen door hun consul. De dominante positie van de verdragslanden weerhield de Egyptische overheid ervan buitenlanders via hun consulaat aan te pakken. Zolang de capitulaties van kracht waren viel niet veel te verwachten van een directe aanpak van prostitutie.
De EFU besloot daarom prioriteit te geven aan de strijd tegen de capitulatieverdragen. Sha'arawi nam die taak op zich. Ze begon haar strijd op een congres van de 'Internationale Liga ter Bestrijding van Vrouwen- en Kinderhandel'. Als voorzitter van de EFU nam ze deel aan het congres dat in 1924 in Graz werd georganiseerd door Christine Bakker-van Bosse. Ze pleitte ervoor dat landen die capitulatieverdragen met Egypte hadden, de Egyptische regering zouden toestaan bordelen te sluiten die gedreven werden door hun onderdanen. Veel delegaties uit landen die een capitulatieverdrag hadden, voelden daar niet voor. Uiteindelijk kreeg Sha'arawi onvoldoende steun.
De volgende poging om steun te verwerven ondernam Sha'arawi tijdens het tiende congres van de IAW in 1926 te Parijs. Namens de EFU diende ze een resolutie in waarin werd opgeroepen de capitulaties aan te passen. Het congres verwierp de resolutie. Tijdens datzelfde congres werd Sha'arawi, tegelijk met Rosa Manus, benoemd tot lid van het uitvoerend comité van de IAW. Aansluitend werd ze uitgenodigd zitting te nemen in de subcomités voor vrede en financiën. Twee jaar later bezocht Sha'arawi de bijeenkomst van het vredescomité dat in november 1927 gehouden werd in het Koloniaal Instituut in Amsterdam. Ook daar vroeg ze aandacht voor de problemen die veroorzaakt werden door de capitulatieverdragen, maar de motie die Sha'arawi hierover indiende kreeg onvoldoende steun.
Meer succes had ze tijdens het elfde IAW-congres dat in 1929 in Berlijn werd gehouden. Bij de voorbereiding was ook de politiechef van Caïro Thomas Russel betrokken. Hij voorzag de EFU van informatie uit de politiedossiers betreffende prostitutie en mensenhandel. Met Sha'arawi en Saiza Nabarawi aan het hoofd lobbyde een grote Egyptische afvaardiging bij de Frans en Duits sprekende delegaties. In de discussies bleek de Franse delegatie een overtuigende voorstander van actie. De resolutie die bij het vorige congres was verworpen werd nu aangenomen. De Britten onthielden zich van stemming.
In 1937 werd in Montreux een conferentie gehouden die gewijd was aan de capitulaties. Naast Egypte namen daaraan alle twaalf Europese landen deel die capitulatieverdragen met Egypte hadden. Sha'arawi stuurde een EFU-communiqué naar de Egyptische delegatie waarin ze het belang van afschaffing onderstreepte. De voorzitter van de IAW deed hetzelfde namens de internationale feministen. Op 8 mei 1937 kwamen de deelnemende landen overeen de capitulaties af te schaffen, met een overgangsperiode van twaalf jaar.
In 1939 werd het pas opgerichte Ministerie van Sociale Zaken verantwoordelijk voor de regulering van prostitutie. Toen de EFU een beroep deed op de onderminister om prostitutie actief te bestrijden, was het antwoord dat de zaak nadere bestudering behoefde en voorzichtig moest worden aangepakt. Wel gingen plaatselijke autoriteiten door met het incidenteel sluiten van bordelen.

## Pan-Arabische activiteiten

### Strijd voor een Arabisch Palestina
In juni 1936 wendde het Arabisch Vrouwen Comité uit Jeruzalem zich tot Sha'arawi. Ze riepen namens de Palestijnse vrouwen de hulp in van de EFU bij hun strijd tegen de Britten en de zionisten. Sha'arawi belegde een spoedvergadering van de EFU. De unie veroordeelde de Balfour-verklaring over de stichting van een 'Nationaal Tehuis voor het Joodse Volk in Palestina'. Sha'arawi stuurde oproepen naar 'de vrouwen van de wereld' en naar de Volkenbond om de Palestijnse vrouwen te steunen in hun eis om de immigratie van Joden te stoppen. Ook zette ze een inzamelingsactie op om de vrouwen financieel te ondersteunen.
In juli 1938 kwamen de leiders van de vrouwenbewegingen uit Palestina, Syrië, Libanon en Irak bijeen in Beiroet. Ze stelden een brief op aan Sha'arawi waarin ze haar vroegen om namens de Arabische vrouwen de belangen van de Palestijnse Arabieren te verdedigen bij de Mandaatcommissie van de Volkenbond, de IAW en alle andere belangrijke organisaties. Sha'arawi aanvaarde de opdracht en organiseerde een congres in Caïro onder het motto 'Oosterse Vrouwen voor de Verdediging van Palestina'. Aan het congres namen 67 vrouwen deel, uit zes landen. De deelneemsters waren allen Arabisch en overwegend Islamitisch, hoewel er ook veel christelijke vrouwen bij waren.
Het congres nam resoluties aan waarin onder meer werd opgeroepen tot het afschaffen van het Brits mandaat over Palestina, het herroepen van de Balfour-verklaring, het beëindigen van immigratie van Joden, het voorkomen van overdracht van land aan Joden en buitenlanders, en het verlenen van amnestie aan gevangenen. Sha'arawi leidde een delegatie die de resoluties aanbood bij de buitenlandse ambassades en consulaten in Caïro. Ze stuurde telegrammen naar alle belangrijke politieke en religieuze wereldleiders, onder wie de Britse premier Chamberlain, de aartsbisschop van Canterbury, de Amerikaanse president Roosevelt, de Franse premier Daladier, Hitler, Mussolini en Paus Pius XI.
Na afloop van de conferentie richtten de vrouwen een 'Permanent Centraal Comité voor de Verdediging van Palestina' op dat in Caïro gevestigd werd en onder leiding stond van Sha'arawi. Het centrale comité werd het knooppunt in de informatie-uitwisseling over de gang van zaken in Palestina. Palestijnse vrouwen meldden schendingen van mensenrechten aan het centrale comité, dat zorgde voor publiciteit en probeerde overheden tot interventie te bewegen. Ook fungeerde het centrale comité als belangrijkste kantoor voor geldinzamelingen. De vrouwen brachten ruim 2000 Egyptische ponden bijeen, tot schrik van de Britten die zich zorgen maakten over de bestemming van het geld. De samenwerking van Arabische vrouwen leidde gaandeweg tot initiatieven om hun activiteiten uit te breiden tot alle Arabische landen. Ze bedachten een marsroute waarin de Arabische wereld via economische en culturele samenwerking zou groeien naar politieke eenheid.
Sha'arawi woonde in juli 1939 in Kopenhagen het 13e congres van de IAW bij. Ze had zich voorbereid om twee onderwerpen aan de orde te stellen: de samenwerking in de IAW tussen Oost en West, en het onrecht dat de Palestijnse Arabieren werd aangedaan. In Kopenhagen bleek de EFU-afvaardiging de enige Arabische delegatie te zijn. Andere Arabische delegaties, waaronder het Palestijns Arabisch Vrouwencomité, hadden van hun regering geen uitreisvergunning gekregen. De Joodse Vereniging voor Gelijke Vrouwenrechten uit Palestina had wel een vergunning weten te verkrijgen. Daarnaast moesten Duitsland, Italië, Oostenrijk en Tsjecho-Slowakije verstek laten gaan omdat de lokale kantoren van de IAW onder dwang opgeheven waren. Enkele andere landen hadden zich in verband met de oorlogsdreiging ook afgemeld, en er waren voor het eerst geen Amerikaanse deelneemsters.

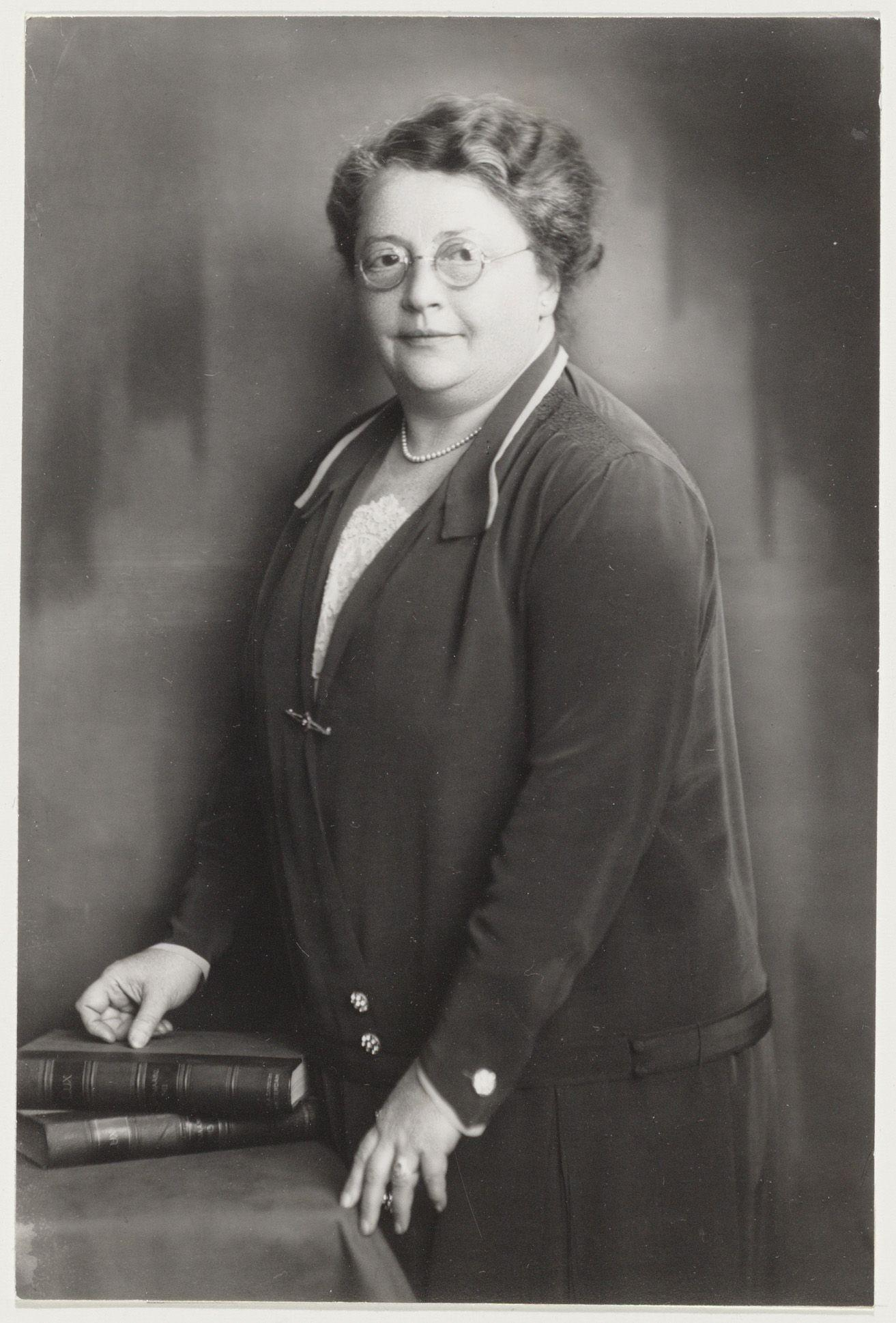
Rosa Manus

Tijdens de voorbesprekingen trachtte het bestuur een evenwicht te vinden tussen twee onderwerpen die op het congres ter sprake zouden komen en die met elkaar op gespannen voet stonden. Het betrof de Jodenvervolgingen in Europa en de gevolgen van de massale immigratie van Joden in Palestina. Sha'arawi stelde voor dat het bestuur aan het congres een motie zou voorleggen waarin gepleit werd voor het stopzetten van de immigratie. Ze vond niet alleen de Joods-Palestijnse vertegenwoordigster tegen zich, maar ook Europese bestuursleden onder wie Rosa Manus. De Joods-Nederlandse Manus vermoedde dat de motie beïnvloed was door het racistische antisemitisme dat in Europa ingang had gevonden. De discussies liepen zo hoog op dat Sha'arawi zich gedwongen zag haar ontslag als bestuurslid aan te kondigen. Onder druk van voorzitter Corbett Ashby trok ze haar besluit in.
Met het mandaat van de andere Arabische feministische unies diende Sha'arawi tijdens het congres zelf de motie in. Daarin werd  'immigratie die werd opgelegd aan een land zonder de vrijwillige toestemming van de bevolking'  veroordeeld. De meeste afgevaardigden stelden dat de motie een inbreuk was op de lokale politiek en de motie werd afgewezen. Het IAW-bestuur probeerde te bemiddelen en formuleerde een compromistekst. Na felle discussies stelde het bestuur een tweede concept voor. De EFU kon daar mee instemmen en vroeg een stemming aan. Toen het verzoek werd afgewezen verliet Sha'arawi aan het hoofd van de Egyptische delegatie in protest de zaal.
Sha'arawi had geen brug kunnen slaan tussen Oost en West, geen steun kunnen verwerven voor de Palestijnse vrouwen, en bovendien was ze in botsing gekomen met de door haar bewonderde Rosa Manus. Manus was geen zionist en zijzelf geen antisemiet, en toch waren ze ondanks hun jarenlange vriendschap en hun gedeelde idealen niet in staat gebleken de kloof die tussen hen ontstaan was te overbruggen. Ze overwoog de EFU terug te trekken uit de IAW. Korte tijd na het congres ontving Sha'arawi een verzoenende brief van Corbett Ashby. Daarin stond dat de Egyptische delegatie de ogen had geopend van vrouwen uit noordelijke landen die onwetend waren over Palestina en nu graag meer wilden weten en hulp wilden bieden. Alles afwegende besloot Sha'arawi dat de EFU lid zou blijven van de IAW.

### Arabische Feministische Unie

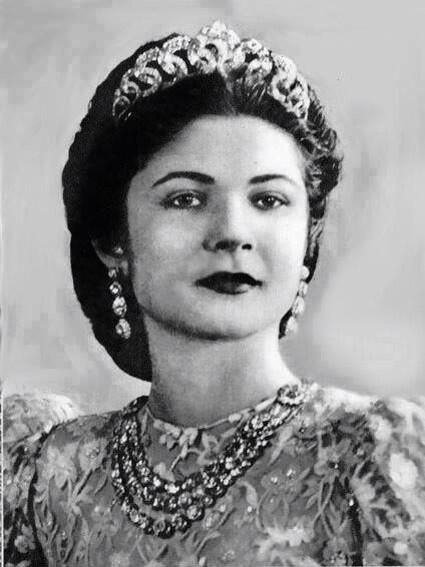
Koningin Farida

De Arabisch-nationalistische activiteiten van de vrouwen leidden tot een Arabisch feminisme, zoals eerder Egyptische vrouwen van nationalistisch tot feministisch activisme waren overgegaan. Om deze beweging structuur te geven, organiseerde Sha'arawi een tweede congres van Arabische vrouwen, waartoe ze alle vrouwenorganisaties uit Egypte, Palestina, Libië, Syrië, Transjordanië en Irak uitnodigde. Het congres vond plaats in december 1944 in Caïro. Koningin Farida was beschermvrouwe van de conferentie, de Egyptische Minister van Onderwijs verrichtte de openingsplechtigheid en de regering sponsorde de bijeenkomst met een bedrag van 1000 Egyptische ponden.
Uit de discussies die plaatsvonden tussen de feministen en vertegenwoordigers van de Egyptische overheid bleek dat er een vrijwel onoverbrugbare kloof bestond tussen beider ideeën over de positie van vrouwen. Sha'arawi was te ziek om de opening van het congres bij te wonen en liet haar toespraak voorlezen. Daarin betoogde ze dat mannen en vrouwen in de begintijd van de islam dezelfde rechten hadden op economisch, sociaal en politiek gebied. Later hadden de mannen de rechten van vrouwen afgenomen door hen in hun huizen op te sluiten. In naam van alle vrouwen eiste ze hun rechten terug, rechten die hen waren verleend door de sharia en die werden gedicteerd door de eisen van de moderne maatschappij.
De Egyptische Minister van Sociale Zaken reageerde daar op. Hij roemde de daden van de Egyptische vrouwen in de afgelopen decennia, maar stelde dat de belangrijkste taak van vrouwen was om de volgende generatie voort te brengen, hen daarmee terugverwijzend naar hun plaats thuis. De vrouwelijke delegaties negeerden het antifeministische standpunt van de overheid en wijdden hun sessies aan het bespreken van vrouwenrechten en de rechten van de staat. De focus lag daarbij op het terugwinnen van afgenomen legitieme rechten. In dat kader werd ook gesproken over de bedreigde soevereiniteit van Palestina.
Sha'arawi was aan het einde van de congresweek voldoende hersteld om de slotzitting bij te wonen. De delegaties van de deelnemende landen richtten in haar bijzijn de Arabische Feministische Unie op, als overkoepelend orgaan van de landelijke feministische unies. Sha'arawi werd tot voorzitter gekozen en het hoofdkantoor werd gevestigd in Caïro. De EFU werd belast met de centrale coördinatie en de administratie van de unie. In het reglement dat Sha'arawi opstelde werd onder meer vastgelegd dat de AFU een dubbele doelstelling had: het bereiken van sociale en politieke gelijkheid van mannen en vrouwen, en het bevorderen van Arabisch nationalisme. De AFU focuste onder meer op het terugkrijgen van de rechten die onder de islam aan vrouwen werden toegekend, op het beschermen van Arabische vrouwen die werden uitgebuit in bordelen voor westerse militairen, en op het aanpassen van het gendergerelateerde karakter van de Arabische taal.
In haar slottoespraak reageerde Sha'arawi op een telegram van Eleanor Roosevelt waarin de first lady van de Verenigde Staten het congres opriep te streven naar vrede. Sha'arawi dankte haar voor haar wens, die geruststellend klonk na eerdere verklaringen van Amerikaanse autoriteiten over de Palestijnse kwestie. Ze voegde eraan toe dat de beste weg naar vrede in het Midden-Oosten was om te streven naar gerechtigheid voor de Palestijnse bevolking. Sha'arawi stuurde een telegram aan president Roosevelt waarin ze er namens het congres tegen protesteerde dat Amerika – een land dat over de hele wereld oorlog voerde voor het behoud van democratie – propaganda maakte voor het zionisme.
In maart 1945 werd de Arabische Liga opgericht, een politieke alliantie van zes Arabische staten. Sha'arawi vertegenwoordigde de AFU op de receptie ter gelegenheid van de ondertekening van het verdrag. In haar toespraak juichte ze de totstandkoming van de Arabische Liga toe, maar zei het te betreuren dat het slechts een halve Liga was. Vrouwen waren ervan uitgesloten. Ze waren niet uitgenodigd bij de voorbereidende besprekingen en er waren geen vrouwen benoemd in de permanente delegaties van de deelnemende staten. Ze stelde landen ten voorbeeld die vrouwen hadden opgenomen in de delegaties die in mei 1945 in San Francisco hun land zouden vertegenwoordigen tijdens de conferentie over de oprichting van de Verenigde Naties. In zijn reactie sprak de premier van Syrië zich uit voor het gescheiden houden van taken voor mannen en vrouwen. Hij vergeleek de maatschappij met een leger waarin mannen de voorhoede vormen en vrouwen het thuisfront zijn. Zijn collega's hielden zich op de vlakte.

## Laatste jaren

### Memoires
Tegen het einde van haar leven dicteerde Sha'arawi haar memoires in het Arabisch aan haar mannelijke secretaresse Abd al-Hamid Fahmi Moersi. Ze beschreef daarin niet alleen haar leven vanaf haar jeugd tot ongeveer het jaar 1924, maar belichtte ook de achtergrond van haar moeder. In een apart deel verdedigde ze haar vader tegen aantijgingen dat hij zich bij de machtsovername door de Britten in 1882 onvaderlandslievend zou hebben gedragen. Ze vroeg haar jonge nicht en protegee Hawa Idris om toe te zien op publicatie als ze zou sterven.

### Onderscheidingen
In 1942 verleende koning Faroek de hoogste Egyptische onderscheiding aan Sha'arawi. Tijdens een ceremonie in het hoofdkwartier van de EFU eerde hij haar met de ridderorde 'Nishan al-Kamal' (Orde van de Rechtschapenheid), een Egyptische damesorde. In de jaren daarna bleef Sha'arawi ondanks haar tanende gezondheid naar omliggende landen reizen om de lokale feministische organisaties te bezoeken en de Arabische zaak te bepleiten. Bij die gelegenheden ontving ze uit handen van de president van Libanon de 'Gouden Medaille van Hoge Verdienste', van de president van Syrië het 'Eerstegraads Speciale Ereteken van Verdienste' en van koning Abdoellah van Transjordanië het 'Ereteken van de Bevrijding'. Toen ze in februari 1947 hoorde dat koning Faroek zijn echtgenote verstootte omdat ze hem alleen dochters baarde, stuurde ze haar Egyptische onderscheiding terug naar het koninklijk paleis.

### Overlijden
In datzelfde jaar verrichte ze haar laatste activistische daad toen ze er bij de Griekse ambassadeur telefonisch op aandrong dat zijn land in de Verenigde Naties tegen de opdeling van Palestina moest stemmen. Twee dagen later, op 12 december 1947, overleed ze aan een hartaanval.
Negen jaar na haar overlijden beleefde Sha'arawi postuum zowel een lang bevochten zege als een grote nederlaag: president Nasser stelde in 1956 het door Sha'arawi nagestreefde vrouwenkiesrecht in en verbood in hetzelfde jaar alle feministische activiteiten. Dat laatste trof ook de EFU, die haar naam veranderde in 'Huda Sha'arawi Vereniging' en zich vanaf dat moment gedwongen zag zich te beperken tot welzijnswerk.

## Persoonlijkheid
Sha'arawi streed voor een onafhankelijk Egypte, vrouwenemancipatie en Arabisch nationalisme en kon daarin succesvol zijn door de combinatie van eigenschappen waarover ze beschikte: ze was empathisch, welbespraakt, vasthoudend, ideologisch en praktisch toegerust, goed opgeleid, en had overtuigingskracht en organisatietalent. Ze behoorde tot de heersende klasse en gebruikte haar rijkdom om nationalistische en feministische organisaties financieel te ondersteunen. Haar vermogen stelde haar ook in staat om regelmatig reizen te maken naar andere Arabische landen, Europa en de Verenigde Staten, waarmee ze haar blikveld verruimde en een groot netwerk opbouwde.
Sha'arawi was overtuigd islamiet, ging op bedevaart naar Mekka en legitimeerde haar feminisme door te verwijzen naar de islamitische religieuze wet, de sharia. Vanuit haar rechtvaardigheidsgevoel protesteerde Sha'arawi tegen wat zij zag als sociale en politieke wantoestanden, ook al vielen die binnen de wet. Ze schroomde niet om publiekelijk van haar opvattingen te getuigen, bijvoorbeeld door haar sluier in het openbaar af te leggen of door politieke en religieuze wereldleiders aan te spreken over zaken waarvoor zij actie voerde. Ze was een filantroop die veel sociale activiteiten van de Egyptische Feministische Unie financierde en talentvolle meisjes uit minder bemiddelde milieus financieel ondersteunde, onder wie de latere activiste Duriyah Shafiq.
Haar gedrevenheid kon haar ook tegenwerken. Dat blijkt bijvoorbeeld uit de onwil van de International Alliance of Women om een congres in Caïro te houden omdat Sha'arawi 'such a fiery nationalist' (zo'n vurige nationalist) was; een reden die haar overigens niet verteld werd. Door de bevlogenheid waarmee ze zich wijdde aan feminisme en nationalisme raakten haar openbare en haar persoonlijke leven met elkaar verweven. Het gaf spanningen met haar zoon en dochter. Ze accepteerde dat als de prijs die ze moest betalen voor het realiseren van sociale, politieke en juridische veranderingen.